# Prunaro
Prunaro (Prunèr in dialetto bolognese orientale), o Prunaro di Budrio, è una frazione del comune di Budrio, in provincia di Bologna.
Il toponimo deriva dal latino prunarium, ricco di pruni, e lo stemma riporta questa particolarità della zona, che, come attestano i ritrovamenti archeologici, era abitata fin dai tempi preistorici.
In epoca romana era un vicus strategico, compare anche in documenti del 946 e innumerevoli volte dopo il 1000.
La famiglia bolognese Gozzadini si stabilì in questa frazione fin dal trecento, possedevano un mulino del 1311 sito presso il Canale Fossano. Si stabilì a Prunaro anche un'altra famiglia famosa: i Malvezzi, che avevano terre e abitazioni in cui rimane oggi un monumentale palazzo in via dei Mori.
Come accadde nella vicina frazione di Cento di Budrio, la famiglia Loup impiantò anche qui un caseificio e fece costruire una fontana a uso pubblico presso via San Vitale, che esiste ancora, pur non dando acqua.
Nel 2001 è stato inaugurato il "Museo Valle dell'Idice" (Fondazione Cervellati), nell'edificio delle precedenti scuole elementari, realizzato 1922 in stile neorinascimentale; dedicato alla fabbrica Ducati dall'origine al 1973: principalmente moto originali e poster pubblicitari, ma anche rasoi, videocamere, fotocamere, apparecchi radiofonici e altri piccoli elettrodomestici. L'esposizione comprende una sezione dedicata a Guglielmo Marconi.
Dalla borgata di Fabbreria del Trebbo, sita presso via San Vitale, nel 1867 partirono le truppe garibaldine di Bologna, Budrio, Medicina e Minerbio verso il Lazio, ove si trovava Giuseppe Garibaldi, intento a liberare Roma.